# Babi Badalov
Babi Badalov (Azerbeidzjaans: Babi Bədəlov) (Lerik, 18 juni 1959) is een Azerbeidzjaans beeldend kunstenaar en dichter. In de jaren negentig was hij een van de bekendere kunstenaars in Sint-Petersburg. Vanwege de toename van de criminaliteit, nationalisme en homofobie en om zijn politiek kritische werk vertrok hij voor politiek asiel naar Europa, dat hij verkreeg in Frankrijk.

## Biografie
Badalov werd in het district Lerik geboren, nabij de Iraanse grens, en is van Talyshe etniciteit. Na zijn dienstplicht in het Rode Leger vestigde hij zich in 1980 in Sint-Petersburg. In die tijd werd de stad gezien als de culturele hoofdstad van de Sovjet-Unie. In de eerste jaren verdiende hij echter nog zijn geld als betonbouwer en nachtportier, maar na het uiteenvallen van de Sovjet-Unie leefde de stad op en vanaf dat moment verdiende hij voldoende met zijn kunst. In de jaren negentig was hij een van de bekendste kunstenaars van het kunstcentrum Pushkinskaya 10.
Badalov is bekend van zijn kritische gedichten en kunstwerken over de Russische en Azerbeidzjaanse politiek. Een van zijn gedichten gaat bijvoorbeeld over de politieke moord op de journaliste Anna Politkovskaja in 2006. Verder is er sprake van toenemend nationalisme, wat voor hem een bedreiging vormt vanwege zijn afkomst uit een van de zuidelijke staten, en is de criminaliteit in de loop van de jaren in Sint-Petersburg tot grote proporties gestegen. Daarbij werd het voor hem steeds moeilijker daar te blijven omdat hij openlijk homoseksueel is, terwijl de homofobie onder veel Russen groot is. Later, in 2013, werd het propageren van homoseksualiteit in Rusland zelfs verboden en staat er op het spreken over homoseksualiteit in bijzijn van kinderen al een boete. 
Toen het hem uiteindelijk te angstig werd om de straat op te gaan, verliet hij het land. Eerst ging hij naar Turkije, maar kreeg hier geen voet aan de grond. Vervolgens ging hij naar zijn geboorteland, waar hij te maken kreeg met de sociale dwang van zijn ouders om te trouwen. Hij beschreef deze periode als een leven achter een masker.
In 2006 ging hij twee weken naar Oxford om een workshop te geven tijdens een internationaal kunstprogramma. Toen hij het visum in de handen had, besloot hij dat hij daar voorgoed wilde blijven. In 2008 werd de verblijfsvergunning echter afgewezen en werd hij terug op het vliegtuig naar Bakoe gezet. Hier aangekomen leefde hij eerst twee dagen ondergedoken als gevolg van het bericht van zijn zus dat zijn broers woedend op hem waren om zijn homoseksualiteit. Vervolgens keerde hij terug naar Sint-Petersburg, waar hij zich echter ook nog steeds bedreigd voelde en op straat werd gemaand weg te gaan. Nog in december van hetzelfde jaar vertrok hij naar Frankrijk. In april 2011 werd hem hier uiteindelijk wel politiek asiel verleend.
Badalov exposeert wereldwijd, waaronder in 1996 in Amsterdam en in 2010 en 2013 in Antwerpen. Verder was zijn werk in 2010 te zien op de Manifesta 8 in Murcia en Cartagena en in 2011 op de Biënnale van Venetië.